# Acronychia porteri
Acronychia porteri là một loài thực vật]] thuộc họ Rutaceae. Loài này có ở Malaysia và Singapore. Chúng hiện đang bị đe dọa vì mất môi trường sống.